# Санболи
Санболи́ — посёлок сельского типа в Амурском районе Хабаровского края. Административный центр Санболинского сельского поселения.

## География
Посёлок Санболи расположен на железнодорожной линии Волочаевка II — Комсомольск-на-Амуре между пос. Литовко и пос. 147 км.

## История посёлка
История посёлка начинается со строительства железной дороги и станции, которое велось с 1939 по 1940 год. Первоначально станция называлась Самболи. Строили дорогу и станцию заключённые. Здание станции и вокзала было деревянным. В 1940 году, после того, как станция была принята комиссией из Москвы, сюда приехали первые железнодорожники.
Корреспондент Геннадий Толмачев, работавший в Амурском районе журналистом газеты «Амурская заря», описал свои впечатления от встреч с людьми в книге «Истоки. От „А“ до „Я“ — на карте района» (, где описывает и село Самболи. Он утверждает, что Санболи стало строиться, прежде всего, как посёлок лесозаготовителей, что в 1960-х здесь Литовский леспромхоз открыл лесоучасток..
Старожил села Стральская В. М. вспоминает, что приехав сюда с родителями в 1946 году (ей тогда было 10 лет), что на месте села находилась санитарная часть или военный госпиталь, имелись охранные вышки, землянки, где жили солдаты-охранники, пленные японцы, финны, которые строили дома и вокзал. А один японец даже женился на русской женщине и остался с ней здесь жить. Родители маленькой Вали Наливкиной (Стральской) работали на железной дороге. Была пекарня, где пекли большие буханки хлеба, а повозка, запряженная конём, отвозила хлеб в магазин. Старожил села утверждает, что Санболи идёт от японского «сан», а «боли» — это больница.
Расширяться Санболи стало в 1960-х годах, когда в 1954 году на базе железнодорожных мастерских организуется лесопункт «Санболи». Начинается строительство щитосборных домов. Строится эстакада для разделки леса, пилорама. С 1954 года по 1956 год строится дорога на реку Алга. Основное строительство начинается в 1960 году. В 1972 году начинается строительство моста через реку Кур и дороги, ведущей к богатым лесным массивам. Строится новая эстакада, цех технологической щепы, БУМ, шпалорезка, столярная мастерская, строятся дома из бруса и под шиферными крышами. В поселке появляются специализированные магазины: хозяйственных товаров, хлебный с большой пекарней, вино-водочный, промтоварный, книжный, а также клуб с библиотекой в одном здании, поликлиника. В леспромхоз поступает новая техника как советская, так и зарубежная. Для испытания своей техники в посёлок приезжали японские специалисты фирм Nissan, Mitsubishi, Komatsu. Они привозили с собой лесовозы, самосвалы, погрузчики, грейдеры.
Увеличивается объём заготовки древесины с 249 тыс. м3 в 1974 году до 330 тыс. м3 в 1975 году и до 500 тыс. м3 в 1985 году.
В посёлке в 1974 году вступает в эксплуатацию двухэтажная каменная школа. Это событие стало вехой в истории поселка, ведь до этих пор все здания были деревянные. А первое каменное сооружение говорило о благосостоянии экономики, о надежных перспективах.
Население посёлка насчитывало более 3-х тысяч человек. Люди в основном трудились в лесу на заготовке древесины, на нижнем складе обрабатывали лес, пилили шпалу, дробили щепу, но немалое число жителей было занято в обслуживающих организациях: больнице, школе, аптеке, КБО, клубе, торговле и ЖКХ.
В эти годы не просто работали, но создавали семьи, строили себе дома, обзаводились хозяйством, рожали и растили детей.
Дети, вырастая, шли по стопам родителей. В посёлке славились своими трудовыми династиями семьи Назаровых, Пановых, Сориных, Шелимановых, Березюк, Магулий.

## Санболи в 2010-е годы
В пос. Санболи насчитывается 1120 жителей, из них 208 человек пенсионного возраста, детей от 0 до 15 лет 214 человек, трудоспособное население составляет 682 человека. Благодаря или вопреки всем трудностям, здесь по-прежнему функционирует аптека, библиотека, школа, клуб, детсад, почта. Люди продолжают жить, трудиться, создавая семьи и рожая детей. Здесь лет десять не игралось свадеб вообще и, когда в 2004 году была сыграна одна — это стало всеобщим событием.

## Происхождение названия
В книге «Дальневосточная магистраль к 40-летию Великого Октября» утверждается, что строители дороги дали название станции, использовав название речки или стойбища Самболи.
В газете «Тихоокеанская звезда» № 176 от 28.07.1972 г. в статье «Деревья вырастают большими» автор статьи, директор Нижне-Халбинской школы-интерната, работавший в этих местах, писал:

Несколько лет назад «отошёл в мир предков» один нанайский старик Сомболи, «великий Амурский шаман». Перед смертью он захотел оставить потомству свои мысли. Поскольку это представляло особый стенографический интерес, я пришел к нему с магнитофоном. Исповедь Сомболи составляла пять полных бобин…

Самболи — это родовая нанайская фамилия. На удыгейском, орочском и орокском есть слово сама, что означает «шаман». Отсюда можем смотреть: сама (шаман) + болин (истерик) = самаболин (шаман-истерик), и предполагать, что великий амурский шаман мог оставить свой след в названии станции. — Основание: ГАХК, Ф, 1990, оп. 1 д. 1 л. 112—113
.

## Население
| 1992 | 2002  | 2010  | 2011  | 2012  | 2021 |
| ---- | ----- | ----- | ----- | ----- | ---- |
| 1700 | ↘1265 | ↘1109 | ↘1102 | ↘1049 | ↘854 |

## Общественный транспорт

### Железнодорожное сообщение[10]
| № поезда | Маршрут движения                 | № поезда | Маршрут движения                 |
| -------- | -------------------------------- | -------- | -------------------------------- |
| 627Э     | Хабаровск — Комсомольск-на-Амуре | 627Ж     | Комсомольск-на-Амуре — Хабаровск |
| 351Э     | Владивосток — Советская Гавань   | 351Й     | Советская Гавань — Владивосток   |